# 마리옹 코티야르
마리옹 코티야르(프랑스어: Marion Cotillard, 1975년 9월 30일 ~ )는 프랑스의 배우이다. 그녀는 《택시》, 《퓨리아》, 《러브 미 이프 유 데어》 등의 영화를 통해 평단의 호평을 받아 왔으며, 《인게이지먼트》 출연으로 세자르 상 여우조연상을 수상하기도 했다.
그녀는 에디트 피아프의 일생을 그린 영화 《라 비앙 로즈》의 주연을 맡아 미국 아카데미상, 영국 아카데미상, 세자르 상, 골든 글로브상 여우주연상을 휩쓸었다. 이 중 아카데미상 여우주연상은 프랑스어로 연기한 영화 배우에게 처음으로 주어진 상이었다. 이후 그녀는 《퍼블릭 에너미》, 《나인》, 《인셉션》등의 영화에 주연으로 출연하였다.

## 출연 작품

### 영화
- 《택시》 (Taxi, 1998) - 릴리 역
- 《퓨리아》 (Furia, 1999) - 엘리아 역
- 《택시 2》 (Taxi 2, 2000) - 릴리 역
- 《리자》 (Lisa, 2001) - 리자 (젊은 시절) 역
- 《아름다운 기억》 (Pretty Things, 2001) - 마리/루시 역
- 《택시 3》 (Taxi 3, 2003) - 릴리 역
- 《빅 피쉬》 (Big Fish, 2003) - 조세핀 역
- 《러브 미 이프 유 데어》 (Love Me If You Dare, 2003) - 소피 역
- 《인게이지먼트》 (A Very Long Engagement, 2004) - 티나 롬바르디 역
- 《검은 상자》 (La Boîte noire, 2005) - 이자벨르 역
- 《어느 멋진 순간》 (A Good Year, 2006) - 패니 역
- 《라 비 앙 로즈》 (La Vie en Rose, 2007) - 에디트 피아프 역
- 《퍼블릭 에너미》 (Public Enemies, 2009) - 블리 프레쳇 역
- 《나인》 (Nine, 2009) - 루이사 역
- 《인셉션》 (Inception, 2010) - 맬 역
- 《컨테이젼》 (Contagion, 2011) - 리어노러 오랑테스 박사 역
- 《미드나잇 인 파리》 (Midnight In Paris, 2011) - 아드리아나 역
- 《다크 나이트 라이즈》 (The Dark Knight Rises, 2012) - 미란다 테이트 / 탈리아 알 굴 역 역
- 《러스트 앤 본》 (De rouille et d'os, 2012) - 스테파니 역
- 《블러드타이즈》 (Krvne veze, 2013) - 모니카 역
- 《데이빗 보위 뮤직비디오 특별전: THE NEXT DAY》 (2013)
- 《이민자》 (Lowlife, The Immigrant, 2013) - 에바 역
- 《랜드 오브 베어스》 (Land of the Bears, Terre des ours, 2014) - 네레이터
- 《내일을 위한 시간》 (Deux jours, une nuit, Two Days One Night, 2014) - 산드라 역
- 《디올 앤 아이》 (Dior et moi, Dior and I, 2014)
- 《맥베스》 (Macbeth, 2015) - 레이디 맥베스 역
- 《어린 왕자》 (The Little Prince, Le Petit Prince, 2015) - 장미 역
- 《아브릴과 조작된 세계》 (April and the Twisted World, Avril et le monde truqué, 2015) - 아브릴 역
- 《어쌔신 크리드》 (Assassin's Creed, 2016) - 소피아 라이킨 역
- 《단지 세상의 끝》 (Juste la fin du monde, It’s Only the End of the World, 2016) - 카트린 역
- 《달나라에 사는 여인》 (Mal de pierres, From the Land of the Moon, 2016) - 가브리엘 역
- 《얼라이드》 (Allied, 2016) - 마리안 역
- 《로큰롤》 (Rock'n' Roll, 2017)
- 《이스마엘의 유령》 (Les fantomes d'Ismael, Ismael's Ghosts, 2017)
- 《엔젤 페이스》 (GUEULE D’ANGE, ANGEL FACE, 2018) - 마를렌 역
- 《닥터 두리틀》 (Dolittle, 2020) - 투투 역 (목소리)
- 《아네트》 (Annette, 2021) - 안 델그레코 역

## 수상경력
- 2004년 제29회 세자르영화제 여우조연상
- 2007년 제28회 보스턴비평가협회상 여우주연상
- 2007년 캔자스시티비평가협회상 여우주연상
- 2007년 제33회 LA비평가협회상 여우주연상
- 2007년 아프리카-아메리카 비평가협회상 여우주연상
- 2007년 제12회 새틀라이트시상식 드라마부문 여우주연상
- 2008년 제65회 골든글로브시상식 뮤지컬/코미디부문 여우주연상
- 2008년 제28회 런던비평가협회상 여우주연상
- 2008년 벤쿠버비평가협회상 여우주연상
- 2008년 제61회 영국아카데미시상식 여우주연상
- 2008년 제80회 아카데미시상식 여우주연상
- 2008년 제33회 세자르영화제 여우주연상
- 2013년 헤이스티 푸딩 올해의 여성상
- 2014년 제35회 보스턴비평가협회상 여우주연상
- 2014년 보스턴온라인비평가협회상 여우주연상
- 2014년 제79회 뉴욕비평가협회상 여우주연상
- 2014년 뉴욕온라인비평가협회상 여우주연상
- 2014년 제27회 유럽영화상 유러피언 여우주연상
- 2014년 듀빌린비평가협회상 여우주연상
- 2014년 조지아비평가협회상 여우주연상
- 2015년 제49회 전미비평가협회상 여우주연상
- 2015년 센디에고비평가협회상 여우주연상
- 2015년 토론토비평가협회상 여우주연상